# آلمنوم
المنام (به هلندی: Almenum) یک سکونتگاه مسکونی در هلند است که در Harlingen واقع شده‌است.

## خصوصیات
المنام c٫۰ نفر جمعیت دارد.